# Епархия Йези
Епархия Йези (лат. Dioecesis Aesina, итал. Diocesi di Jesi) – епархия Римско-католической церкви, в составе митрополии Анкона-Озимо, входящей в церковную область Марке. В настоящее время епархией управляет епископ Джерардо Роккони. Викарный епископ – Джузеппе Гвальяни.
Клир епархии включает 57 священников (38 епархиальных и 19 монашествующих священников), 8 диаконов, 32 монаха, 39 монахинь.
Адрес епархии: Piazza Federico II 6, 60035 Jesi (Ancona), Italia. Телефон: 0731 202528. Факс: 0731 710053. Электронная почта: diocesi@jesi.nettuno.it.

## Территория
В юрисдикцию епархии входят 41 приход в 13 коммунах Марке: все в провинции Анкона – Кастельбеллино, Кастельпланио, Купрамонтана, Йези, Майолати Спонтини, Монсано, Монте Роберто, Монтекаротто, Поджо Сан Марчелло, Розора, Сан Марчелло, Сан Паоло ди Йези, Санта Мария Нуова.
Кафедра епископа находится в городе Йези в церкви Святого Септимия.

## История
Предание приписывает основание кафедры Йези святому Септимию, который был поставлен епископом Папой Марцеллом I и послан проповедовать Евангелие в этом городе, где принял мученическую смерть 5 сентября 307 года. Первым архиереем Йези, упоминающимся в письменном источнике, является епископ Марчиано (Марциан), участник нескольких Римских соборов во время понтификата Папы Симмаха.
Нынешний собор Святого Септимия в Йези был построен при императорах Священной Римской империи из династии Гогенштауфенов, в период экономического развития города, и освящен в 1208 году епископами Анконы, Озимо, Нуманы и Фано. Строительство храма было завершено Джорджо да Комо в 1238 году.
Епархия Йези находилась в прямом подчинении Святому Престолу до 15 августа 1972 года, когда была введена в состав митрополии Анкона-Озимо.

## Ординарии архиепархии
- св. Сеттемио (307);
- Марчиано (499 — 504);
- Калюмниозо (647);
- Онесто (680);
- Пьетро (743);
- Джованни (826);
- Анастазио (853);
- Эберардо (967);
- Марциано (1027);
- Неизвестный по имени (1146);
- Ринальдо (1164);
- Гримальдо (1197);
- Крешенцио (1207);
- Филиппо (1229) — назначен епископом Фермо;
- Северино (1229);
- Гвальтьеро (1246) — францисканец;
- Крешенцио Тебальди (1252) — францисканец;
- Бонаджунта (1263) — францисканец;
- Угуччоне (1268 — 1285) — назначен епископом Камерино;
- Джованни д'Угуччоне (1289 — 1294) — назначен епископом Озимо;
- Леонардо Патрассо (03.01.1295 — 17.06.1297) — назначен епископом Аверсы;
- Франческо дельи Альфани (1312 — 1342);
- Франческо Бранкалеони (18.07.1342 — 03.05.1350) — назначен епископом Урбино;
- Никколо да Пиза (1350) — августинец-еремит;
- Пьетро Боргези (1380);
- Бернардо (1391);
- Томмазо Пьерлеони (1391);
- Луиджи Франческо дельи Альфани (02.01.1400 — 1405) — валломброзианец;
- Джакомо Бонрипози (15.10.1405 — 31.01.1418) — назначен епископом Нарни;
- Ладзаро (06.07.1414 — 1425);
- Бьондо Конки (1418);
- Инноченцо (1425);
- Томмазо Гислиери (1466 — 1505);
- Анджело Рипанти (1505 — 1515);
- Пьетро Паоло Венанци (1515 — 1519);
- Антонио Венанци (13.12.1519 — 1540);
- Бенедетто Конверсини (10.06.1540 — 1553);
- Пьетро дель Монте (03.07.1553 — 1554);
- Габриэле дель Монте (10.11.1554 — 27.04.1597);
- Камилло Боргезе (14.04.1597 — 02.08.1599) — избран Папой под именем Павла V;
- Марко Агриппа Дандини (1600 — 20.10.1603);
- Пирро Импероли (28.01.1604 - 1609);
- Марчелло Пиньятелли (23.01.1609 — 1621) — театинец;
- Тиберио Ченчи (24.11.1621 — 26.02.1653);
- Джакомо Корради (21.04.1653 — 24.04.1656);
- Альдерано Чибо (24.04.1656 — 10.12.1671);
- Лоренцо Чибо (18.01.1671 — 17.08.1680);
- Пьер Маттео Петруччи (14.04.1681 — 21.01.1690) — ораторианец;
- Алессандро Федели (20.02.1696 — 07.04.1715);
- Франческо Антонио Джаттини (19.12.1716 — 1724);
- Антонио Фонсека (20.11.1724 — 09.04.1764);
- Убальдо Бальдассини (09.04.1764 — 1786) — барнабит;
  - вакантно (1786—1794);
- Джованни Баттиста Бусси де Претис (21.02.1794 — 27.06.1800);
- Джованни Баттиста Капрара (11 августа 1800 — 24 мая 1802) — назначен архиепископом Милана;
  - вакантно (1802—1804);
- Антонио Мария Одескальки (28.05.1804 — 24.07.1812);
  - вакантно (1812—1817);
- Франческо Чезареи Леони (28 июля 1817 — 25 июля 1830);
  - вакантно (1830—1832);
- Франческо Тибери Контильяно (02.07.1832 — 18.05.1836);
- Пьетро Остини (11.07.1836 — 19.12.1841);
- Сильвестро Белли (24.01.1842 — 09.09.1844);
- Козимо Барнаба Корси (20.01.1845 — 19.12.1853) — назначен архиепископом Пизы;
- Карло Луиджи Морикини (23.06.1854 — 24.11.1871) — назначен архиепископом Болоньи;
- Рамбальдо Маганьини (06.05.1872 — 1892);
- Аурелио Цонги (12.06.1893 — 1902);
- Джованни Баттиста Риччи (09.06.1902 — 15.07.1906) — назначен архиепископом Анконы и Нуманы;
- Джузеппе Гандольфи (26.09.1906 — 14.09.1927);
- Гоффредо Дзаккерини (15.06.1928 — 11.05.1934);
- Карло Фальчинелли (06.09.1934 — 1953);
- Джованни Баттиста Пардини (07.01.1953 — 30.04.1975);
- Карло Маккари (1975 — 1978) — апостольский администратор;
- Оскар Серфилиппи (01.03.1978 — 20.03.2006) — францисканец-конвентуал;
- Джерардо Роккони (с 20 марта 2006 года — по настоящее время).

## Статистика
На конец 2006 года из 76 000 человек, проживающих на территории епархии, католиками являлись 73 650 человек, что соответствует 96,9% от общего числа населения епархии.
| год  | население | население | население | священники | священники        | священники         | священники                           | постоянные диаконы | монахи  | монахи  | приходы |
| год  | католики  | всего     | %         | всего      | белое духовенство | черное духовенство | число католиков на одного священника | постоянные диаконы | мужчины | женщины | приходы |
| ---- | --------- | --------- | --------- | ---------- | ----------------- | ------------------ | ------------------------------------ | ------------------ | ------- | ------- | ------- |
| 1950 | 73.000    | 74.000    | 98,6      | 102        | 68                | 34                 | 715                                  |                    | 42      | 101     | 27      |
| 1970 | ?         | 73.000    | ?         | 89         | 60                | 29                 | ?                                    |                    | 41      | 106     | 38      |
| 1980 | 75.000    | 75.560    | 99,3      | 85         | 57                | 28                 | 882                                  |                    | 35      | 139     | 40      |
| 1990 | 75.000    | 76.000    | 98,7      | 82         | 53                | 29                 | 914                                  |                    | 33      | 98      | 41      |
| 1999 | 75.438    | 76.000    | 99,3      | 63         | 40                | 23                 | 1.197                                | 7                  | 48      | 79      | 41      |
| 2000 | 75.476    | 76.000    | 99,3      | 61         | 39                | 22                 | 1.237                                | 7                  | 38      | 70      | 38      |
| 2001 | 74.993    | 76.000    | 98,7      | 62         | 40                | 22                 | 1.209                                | 7                  | 30      | 62      | 41      |
| 2002 | 75.200    | 76.000    | 98,9      | 59         | 39                | 20                 | 1.274                                | 7                  | 28      | 65      | 41      |
| 2003 | 75.100    | 76.000    | 98,8      | 60         | 40                | 20                 | 1.251                                | 6                  | 26      | 64      | 41      |
| 2004 | 74.240    | 76.000    | 97,7      | 57         | 38                | 19                 | 1.302                                | 8                  | 30      | 45      | 41      |
| 2006 | 73.650    | 76.000    | 96,9      | 57         | 38                | 19                 | 1.292                                | 8                  | 32      | 39      | 41      |